# Trinta Anos Esta Noite – 1964: O Que Vi e Vivi
Trinta Anos Esta Noite – O Que Vi e Vivi, ou simplesmente Trinta Anos Esta Noite, é uma obra literária do escritor e jornalista brasileiro Franz Paul ‘Paulo Francis’ Trannin da Mata Heilborn.
Publicado em 1994, quando o autor tinha 64 anos, o livro é um retrato do Golpe Militar de 1964, visto  por Francis.  Ele observa e analisa os fatos e personagens envolvidos no golpe, vistos e conhecidos pessoalmente pelo próprio escritor.  Revela momentos da história do Brasil que precederam e sucederam o golpe, como também passagens da vida de Francis, como sua viagem para Paris, em 1951, ou quando viajou com a Companhia de Teatro Estudantil, de Paschoal Carlos Magno.